# Élections législatives de 1910 aux îles Féroé
Les élections générales féroïennes se sont tenues le 12 février 1910. Elles ont donné la victoire au Parti de l'union qui remporte 13 des 20 sièges composant le Løgting des Îles Féroé. Elles ont été marquées également comme étant les premières élections avec 3 choix possibles.

## Résultats
| Parti | Parti                       | Voix  | %     | +/-        | Sièges | +/-        |
| ----- | --------------------------- | ----- | ----- | ---------- | ------ | ---------- |
|       | Parti de l'union            | 861   | 72,29 | 6,19       | 13     | stagnation |
|       | Parti de l'autogouvernement | 289   | 24,47 | 9,43       | 7      | stagnation |
|       | Indépendants                | 41    | 3,44  | 3,44       | 0      | stagnation |
| Total | Total                       | 1 191 | 100   | stagnation | 20     | stagnation |